# مو ۳۰۴۳۹
سیارک ۳۰۴۳۹ (به انگلیسی: 30439 Moe، نامگذاری:2000MB) سی هزار و چهارصد و سی و نهمین سیارک کشف شده‌است که در ۲۱ ژوئن ۲۰۰۰ کشف شد.